# Ángel Rodríguez de Quijano y Arroquia
Ángel Rodríguez de Quijano y Arroquia (La Carolina (Jaén), 26 de maio de 1820 — Madrid, 16 de junho de 1902), conhecido por Rodríguez de Quijano, foi um engenheiro militar, que distinguiu no campo da poliorcética, da topografia, da cartografia e da geografia. Atingiu os postos de brigadeiro e marechal-de-campo ao serviço do Exército Espanhol e foi vogal da Junta Superior Consultiva de Guerra. Foi presidente da Real Sociedad Geográfica de Espanha.